# Croix Bleue de l'Ontario
Pour les articles homonymes, voir Croix Bleue (homonymie).
Croix Bleue de l'Ontario (Ontario Blue Cross) est une marque déposée en matière d'assurance santé personnelle. Croix Bleue de l'Ontario est exploitée par l'Association d'Hospitalisation Canassurance (Croix Bleue Canassurance), membre de l'Association canadienne des Croix Bleue.

## Histoire
Le nom Croix Bleue a été introduit en Ontario en 1941 par l'Association des hôpitaux de l'Ontario (OHA). Malgré son appartenance au mouvement des Croix Bleue, Croix Bleue de l'Ontario est demeurée une entité autonome de l'OHA. Le régime d'assurance Croix Bleue fut initialement appuyé par le gouvernement ontarien en tant que moyen de payer les coûts des soins de santé reçus dans les hôpitaux de la province. Cette initiative du gouvernement ontarien s'inscrit dans un contexte plus large de discussions menées par le gouvernement fédéral autour de la nécessité d'une assurance santé pour tous les Canadiens.
Plusieurs études sur l'assurance santé ont été menées périodiquement en Ontario depuis 1943, mais ce n'est qu'en 1954 que la planification pour le programme ontarien d'assurance santé débute. Cette année-là, 1 921 607 personnes ont bénéficié du plan d'assurance hospitalisation de Croix Bleue de l'Ontario. Approximativement 1 560 000 résidents de l'Ontario avaient une quelconque forme d'assurance individuelle ou collective et un autre 250 000 individus étaient couverts à travers des coopératives ou d'autres agences. Une certaine proportion de ces personnes ont eu plus d'une forme de couverture et cette duplication fut estimée par le comité mixte sur l'assurance santé à approximativement 250 000 Ontariens. Sans cette duplication, il a été estimé que 3 281 000 ou 67 % des résidents de l'Ontario avaient un quelconque degré de couverture des soins hospitalier.
Le régime connut un succès immédiat avec plus de 2,3 millions d’adhérents dès 1958. Avec la mise en place du régime d’assurance hospitalisation de l’Ontario par le gouvernement ontarien en 1959, Croix Bleue de l'Ontario dut réorienter ses services pour couvrir les soins semi-privés, l'assurance maladie complémentaire, les médicaments et  les soins dentaires. La mise en place de ce nouveau régime, qui devait couvrir l'ensemble de la population ontarienne (5,5 millions), représentait une tâche colossale. C'est pourquoi le gouvernement ontarien choisit de se baser sur l'expérience administrative de Croix Bleue qui assurait déjà 2,3 millions d’adhérents. Le gouvernement de l'Ontario conclut un accord avec l'Association des hôpitaux de l'Ontario (OHA) qui transférait pratiquement tous les employés et l'équipement de Croix Bleue à la Commission des services hospitaliers de l'Ontario issue du Hospital Services Commission of Ontario Act de 1956. La Commission avait pour mandat d'étudier les problèmes liés à la création d'un régime d'assurance hospitalisation pour la province. Puisque Croix Bleue de l'Ontario n'avait plus la structure administrative pour lui permettre d'offrir des services, la Commission mettra sa structure administrative à la disposition de Croix Bleue ainsi qu'à d'autres compagnies d'assurances qui le désiraient. Dès 1970, plus de 3,5 millions d'Ontariens et Ontariennes étaient couverts par ces régimes volontaires à but non lucratif.
La période de 1985 à 1995 fut marquée par de larges pertes pour Croix Bleue de l'Ontario, causées principalement par les nombreux changements politiques de l’époque. Cette situation mena l’OHA à vendre les actifs de Croix Bleue à Liberty International Canada, une division de Liberty Mutual Insurance basé aux États-Unis en mars 1995. À l'époque, Croix Bleue de l'Ontario était le plus important fournisseur privé d'assurance santé en Ontario avec plus de 5 000 régimes collectifs couvrant plus de 2 millions d'Ontariens. Le nom Croix Bleue fut cependant exclu de la transaction et demeura la propriété de l’Association canadienne des Croix Bleue. La même année, l'Association canadienne des Croix Bleue ouvrit de nouveaux bureaux en Ontario sous le nom Croix Bleue de l'Ontario. Croix Bleue de l'Ontario fut achetée en mai 1999 par l’Association d’Hospitalisation Canassurance.